# 愛知県道184号般若東野線
愛知県道184号般若東野線 （あいちけんどう184ごう はんにゃひがしのせん）は、愛知県江南市内を通る一般県道である。

## 概要

### 路線データ
- 起点：愛知県江南市般若町
- 終点：愛知県江南市東野町

## 沿革
- 1959年12月15日：認定
- 2011年4月1日：下般若東野線から般若東野線に名称変更

## 別名
- 巡見街道（江南市）

## 地理

### 通過する自治体
- 愛知県
  - 江南市

### 交差する道路
- 愛知県道192号草井羽黒線（般若西交差点）
- 愛知県道17号江南関線（すいとぴあ名草線）（村久野新開交差点）
- 愛知県道154号鹿ノ子島南小渕線（村久野交差点）
- 愛知県道182号里小牧北方江南線（藤まんだら通り）（前飛保交差点）
- 愛知県道175号江南木曽川線（東野南交差点）

### 沿線
- 江南市立草井保育園
- 江南市下般若配水場
- 江南市立北部中学校
- 江南市立藤里保育園
- 愛知県警察江南警察署東野交番
- 江南東野郵便局